# Klaus Bogenberger

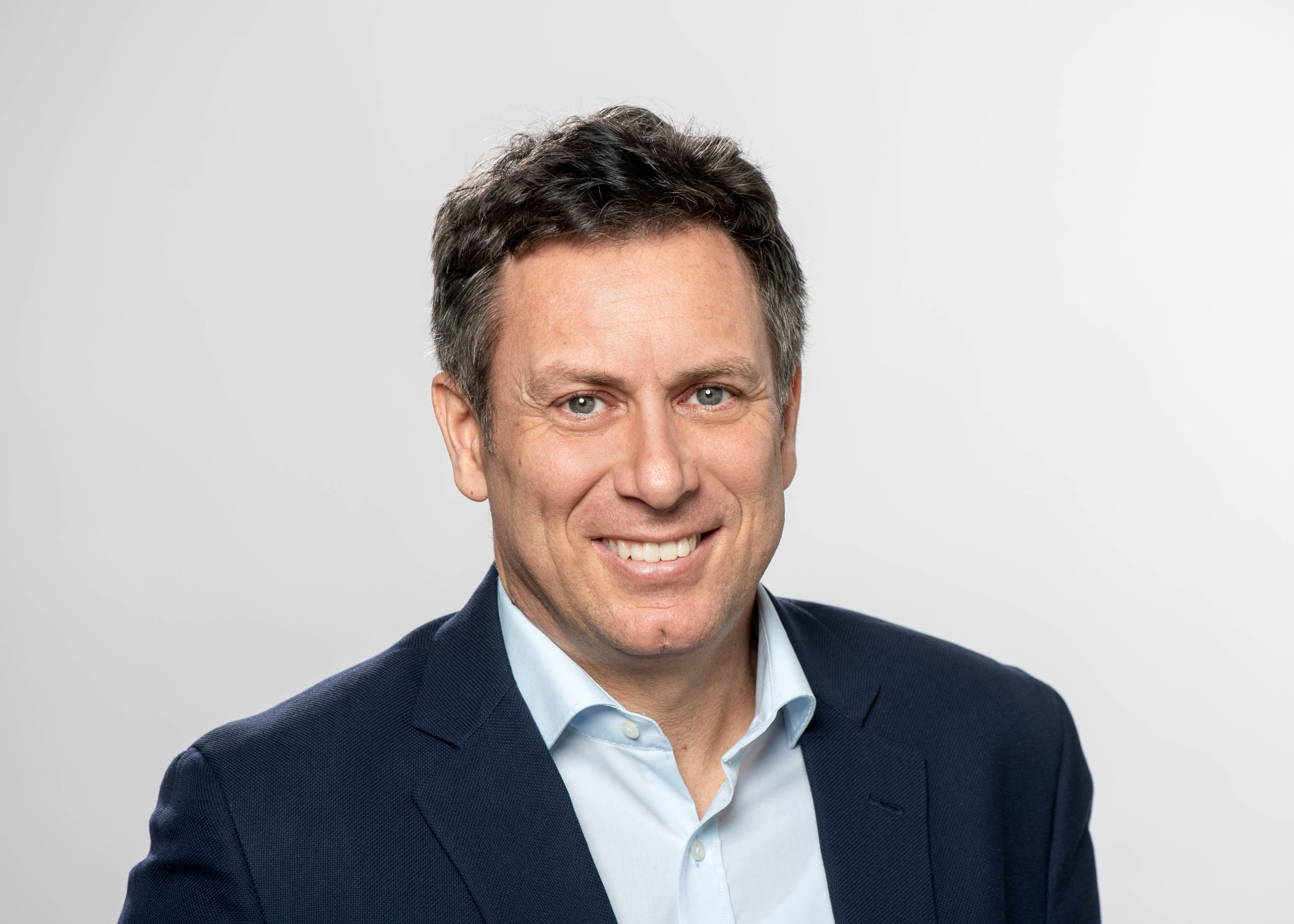
Klaus Bogenberger

Klaus Bogenberger (* 1971 in Vilshofen, Niederbayern) ist ein deutscher Ingenieurwissenschaftler, Verkehrswissenschaftler und Hochschullehrer.

## Leben
Bogenberger legte 1990 das Abitur am Gymnasium Vilshofen ab und leistete anschließend den Wehrdienst. Von 1991 bis 1996 studierte er Bauingenieurwesen an der TU München, das er mit Diplom abschloss. Danach war er wissenschaftlicher Assistent am Fachgebiet Verkehrstechnik und Verkehrsplanung an der TU bei Hartmut Keller. 2001 promovierte er über „Adaptive Fuzzy Systems for Coordinated Traffic Responsive Ramp Metering“ mit summa cum laude.
2002 erhielt er den heureka Förderpreis und arbeitete anschließend bis 2008 als Referent bei BMW. 2006 erwarb er den Abschluss an der Malik-Akademie zur strategischen Unternehmensführung. Von 2008 bis 2011 war er geschäftsführender Gesellschafter eines Ingenieurbüros für Verkehrsplanung und Verkehrstechnik in Hannover und München.
2012 wurde er zum Professor für Verkehrstechnik an der Universität der Bundeswehr München berufen. Seit 2018 leitet er den Arbeitsausschuss für theoretische Grundlagen des Straßenverkehrs der Forschungsgesellschaft für Straßen- und Verkehrswesen. Seit 1. Januar 2020 hat er den Lehrstuhl für Verkehrstechnik an der TU München inne.
Seit Januar 2019 ist er Stammgast in der Sendung Der Sonntags-Stammtisch des Bayerischen Rundfunks.

## Forschung
Car- und Bike-Sharing-Systeme für Privatkunden und Firmen
- Empirische Analyse von Car- bzw. Bike-Sharing Systemen
- Betriebliche Optimierung (z. B. Relocation) für „free-floating“ Car- und Bike-Sharing-Systeme
- Einsatz von Elektrofahrzeugen im Car-Sharing

Autonome Fahrzeugsysteme
- Simulation und Bewertung von Robotertaxisystemen
- Optimierungsverfahren für Ridepooling
- Betriebssysteme für Robotertaxisysteme

Verkehrsflusstheorie und Verkehrsmuster
- Rekonstruktion von Verkehrsmustern (Phase-Based Smoothing Method)
- Definition von Stautypen und Erkennungsverfahren

Elektromobilität
- Optimierung von Ladestrategien
- Optimale Standortsuche für Ladeinfrastruktur

Qualität von Verkehrsinformationen
- Modelle zur Ermittlung der Qualität von Verkehrsinformationen (Qualitätskennziffernmethode)
- Optimierung des Qualitätsmanagementprozesses für Verkehrsinformationen
- Angebotsplanung im öffentlichen Nahverkehr

Urbane Seilbahnsysteme
- Nachfrageanalyse von Magnetschwebebahnen im urbanen Raum

Urban Air Mobility
- Modellbasierte Standortsuche für Vertiports
- Nachfrageabschätzung von UAM Systemen